# ترانس أرابيا للطيران
ترانس أرابيا للطيران (بالإنجليزية: Trans Arabia Airways)‏ هي شركة طيران سابقة في الكويت.

## تاريخها
بدأت شركة الطيران عملياتها في سبتمبر 1959 وتخدم مسار بيروت-الكويت بطائرة دوغلاس دي سي -4 التي كانت في السابق تابعة للخطوط الجوية الأسترالية الوطنية. في مارس 1960، قدمت شركة الطيران طلبًا مؤقتًا لطائرتين من طراز Argosy. ومع ذلك، لم يتم تنفيذ هذا الطلب مطلقًا وطلبت شركة الطيران ثلاث طائرات من طراز دوغلاس دي سي -6 بدلاً من ذلك.
في أبريل 1964، تضمن أسطول خطوط ترانس أرابيا الجوية ثلاث طائرات دوغلاس دي سي -6 لخدمة شبكة مسارات تتألف من سبع وجهات في الشرق الأوسط بما في ذلك البحرين وبيروت والقاهرة ودمشق والدوحة وجدة والقدس وثلاث في أوروبا.